# Wilhelm Kuebart
Wilhelm Kuebart (* 4. März 1913 in Trakehnen; † 24. September 1993 in Marquartstein) war ein deutscher Offizier und Widerstandskämpfer des 20. Juli 1944.

## Leben
Kuebart entstammte einer ostelbischen Familie, die zahlreiche Offiziere hervorgebracht hatte; nur sein Vater Friedrich Kuebart (* 15. Mai 1870 in Sodeiken im Kreis Gumbinnen; † 8. Juli 1964 in Brake) war nicht dieser Familientradition gefolgt und stattdessen Architekt geworden.
Im Herbst 1932 trat Kuebart als Offiziersanwärter in die Reichswehr ein, erhielt 1934 den Rang eines Unterleutnants und wurde am 1. August 1937 zum Oberleutnant befördert. Im Sommer 1940 wurde er im Range eines Hauptmanns dem Stab der 18. Panzer-Division zugewiesen. Zu Beginn des Frühjahrs 1941 schickte man ihn, nachdem Vorgesetzte auf seine militärischen Talente aufmerksam geworden waren, zur Teilnahme am Generalstabslehrgang auf die Kriegsakademie. Nachdem er den Lehrgang erfolgreich absolviert hatte, wies man ihn dem Stab der Heeresgruppe Mitte an der Ostfront zu. Hier traf Kuebart, der dem Nationalsozialismus distanziert gegenüberstand, auf Offiziere, die dem NS-Regime eindeutige Ablehnung entgegenbrachten und machte sich ihre Haltung zu eigen.
Durch Protektion von Oberst Georg Alexander Hansen, der zum inneren Kreis des militärischen Widerstands gegen Hitler gehörte, wurde Kuebart zum Generalstab versetzt; im August 1943 detachierte man ihn zur Gruppe I H: Geheimer Meldedienst Heer der Abwehr ab, deren Leiter er im April 1944 wurde; am 1. Juni erhielt er die Beförderung zum Oberstleutnant. Durch seine Verbindungen zu oppositionellen Kreisen wirkte er in untergeordneter Rolle an den Planungen für das Attentat vom 20. Juli 1944 mit. Nach dem Misslingen des Anschlags und dem Scheitern vom Unternehmen Walküre wurde Kuebart verhaftet und vor dem Volksgerichtshof angeklagt.
Die vorhandenen Beweise reichten nicht aus, Kuebart wirkliche Teilhabe an der Verschwörung nachzuweisen, obgleich er in die Planungen eingeweiht war und sie unterstützte. Er wurde jedoch zu einer fünfjährigen Zuchthausstrafe verurteilt und mit der Begründung, er sei unwürdig, weiterhin die deutsche Uniform zu tragen, unehrenhaft aus der Wehrmacht ausgestoßen. Zwar brauchte er die Haftstrafe nicht anzutreten, blieb jedoch unter ständiger Beobachtung durch die Geheime Staatspolizei.
Nach Kriegsende stellte Kuebart sich freiwillig der United States Army und ließ sich im Sommer 1945 zu den Vorgängen des 20. Juli befragen. Später war er als Direktor der Batscheider Knäckebrotfabrik in Deisenhofen tätig und lebte zuletzt in Marquartstein.
Wilhelm Kuebart war verheiratet mit Elisabeth Hermsdorf, der Tochter eines preußischen Offiziers, und hatte mit ihr zwei Kinder.

## Ehrungen
- Bundesverdienstkreuz am Bande (30. August 1976)[3][4]